# Bruchomyia brasiliensis
Bruchomyia brasiliensis är en tvåvingeart som beskrevs av Alexander 1940. Bruchomyia brasiliensis ingår i släktet Bruchomyia och familjen fjärilsmyggor. Inga underarter finns listade i Catalogue of Life.